# Tensión alílica

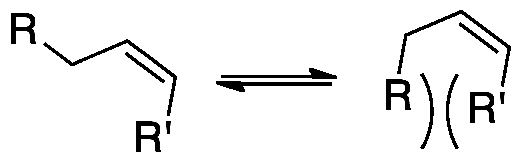
Impedimento estérico de un compuesto alílico general

En química orgánica, la tensión alílica o tensión 1,3-alílica es una energía de tensión que resulta de una conformación molecular desfavorable para el grupo alilo, producto de la interacción entre un sustituyente en un extremo de una olefina con un sustituyente alílico del otro extremo. Si los sustituyentes (R y R ') son lo suficientemente grandes en tamaño, pueden interferir estéricamente entre ellos, de forma que un confórmero se ve favorecido en gran medida sobre el otro. La tensión alílica fue descrita por primera vez en 1965 por Johnson y Malhotra. Los autores investigaron las conformaciones del ciclohexano incluyendo dobles enlaces endocíclicos y exocíclicos, y se dieron cuenta de que ciertas conformaciones eran desfavorecidas debido a las limitaciones causadas por la geometría del doble enlace. Los químicos orgánicos usan esta rigidez resultante de la tensión alílica para obtener reacciones asimétricas.

## Olefinas

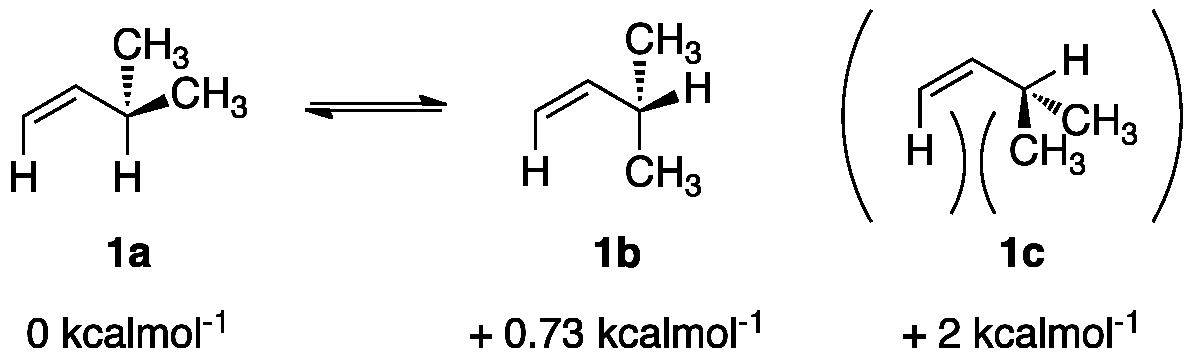
Energías de rotación calculadas para las diferentes conformaciones del 3-metil-1-buteno. La tensión 1,3-alílica es mayor en la conformación 1c, por lo que esta es la más alta en energía.

El tipo de moléculas más simple que exhiben tensión alílica son las olefinas (concretamente los compuestos alílicos). Dependiendo de los sustituyentes, las olefinas mantienen diferentes grados de tensión alílica. El representante más simple de los alilos, el propeno, en su estado fundamental tiene al enlace C-H del grupo metilo eclipsado con el enlace doble carbono-carbono. Cuando este enlace apunta fuera, la conformación desfavorable resultante es conocida como bisecada. En el caso del 3-metil-1-buteno, las interacciones entre el hidrógeno y los dos grupos metilo en el sistema alílico causan un cambio en entalpía de 2 kcal/mol (ver imagen de la derecha). 
La energía de activación para la rotación alrededor del enlace carbono-carbono alílico es 1,98 kcal/mol.
Este tipo de tensión también se extiende a los carbonilos.

## Moléculas cíclicas

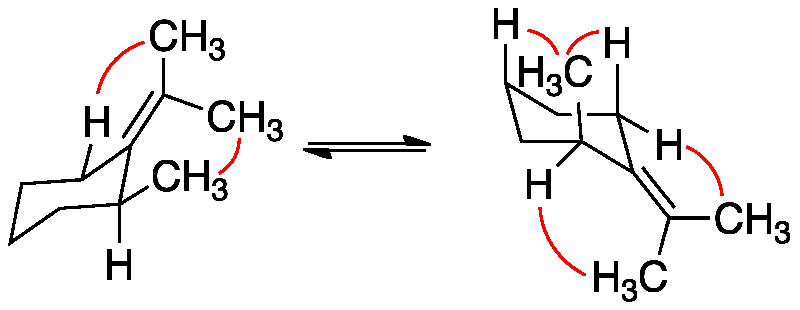
Diversas interacciones de tensión mostradas en rojo (algunos hidrógenos no se escribieron para simplificar)

Las energías de interacción 1,3-diaxiales no enlazantes se utilizan normalmente como cálculos aproximados de la energía de tensión en moléculas cíclicas. Además, algunos valores para estas interacciones están disponibles. Al tomar la diferencia en las interacciones no enlazantes para cada confórmero, la entalpía de equilibrio puede ser estimada. La energía de tensión para el metilenciclohexano se ha calculado en 4,5 kcal/mol utilizando estimaciones para los valores de la tensión 1,3-diaxial (0.9 kcal/mol), tensión alílica metilo/hidrógeno (1.3kcal/mol), y tensión alílica metilo/metilo (7.6 kcalmol−1).

## Factores influyentes
Muchos factores influyen en la penalización energética asociada a la tensión alílica. Con el fin de aliviar la tensión causada por la interacción entre los dos grupos metilo, los ciclohexanos a menudo exhibirán una conformación tipo barco o bote torcido. La conformación barco tiende a ser la principal conformación de la cadena.  El efecto de la tensión alílica en alquenos cis crea una preferencia por estructuras más lineales.

### Tamaño de los sustituyentes

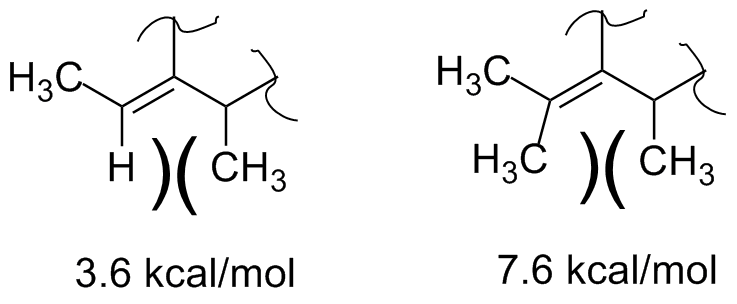
La fuerza de tensión alílica aumenta con el tamaño de los sustituyentes que interactúan.

El tamaño de los sustituyentes que interactúan en las posiciones 1 y 3 de un grupo alilo es a menudo el factor más importante que contribuye a la magnitud de la tensión alílica. Como regla general, los sustituyentes más grandes crearán una magnitud mayor de la tensión. La proximidad de grupos voluminosos provoca un aumento en las fuerzas de Van der Waals de repulsión, lo que aumenta rápidamente la magnitud de la tensión. Las interacciones entre el grupo de hidrógeno y el metilo en el sistema alílico causan un cambio en entalpía igual a 3,6 kcal/mol.  La energía de tensión en este sistema se calculó que era de 7,6 kcal/mol debida a las interacciones entre dos grupos metilo.

### Polaridad del sustituyente
La polaridad también tiene un efecto sobre la tensión alílica. En cuanto a la estereoselectividad, los grupos polares actúan como grupos más grandes y voluminosos. A pesar de que ambos grupos (uno polar y otro no polar) puedan tener aproximadamente el mismo valor A, el grupo polar actuará como si fuera mucho más voluminoso. Esto es debido al carácter donante del grupo polar. Los grupos polares aumentan la energía del HOMO del sistema-σ en el estado de transición. Esto hace que el estado de transición esté en una posición mucho más favorable cuando el grupo polar no está interactuando en una tensión 1,3 alílica.

#### Enlaces de hidrógeno

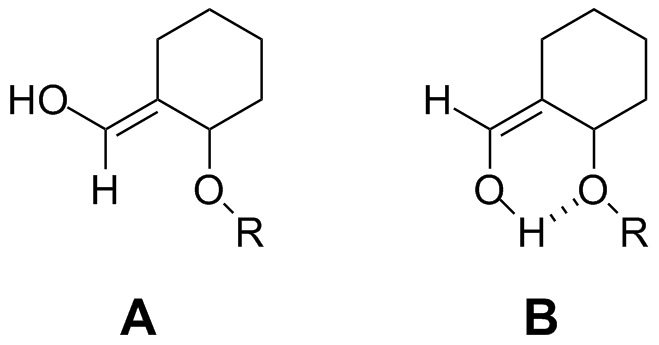
A representa la conformación que se producirían en la mayoría de situaciones, debido a la tensión alílica. Sin embargo, como se muestra en B, un enlace de hidrógeno puede formarse y es energéticamente favorable, cancelando la tensión alílica desfavorable. Por lo tanto, B es la conformación más estable.

Con ciertos sustituyentes polares, puede darse algún enlace de hidrógeno en el sistema alílico entre los sustituyentes. En lugar de la tensión que ocurriría normalmente en la proximidad de este sustituyente polar concreto, el enlace de hidrógeno estabiliza la conformación y hace que sea mucho más favorable energéticamente. Esta situación se produce cuando el sustituyente alílico en la posición 1 es un donante de enlace de hidrógeno (por lo general un hidroxilo) y el sustituyente en la posición 3 es un aceptor de enlace de hidrógeno (por lo general un éter o amina).En estos casos en los que el sistema alílico podría ajustarse para tener un enlace de hidrógeno, esa conformación será mucho más favorable.

### Disolventes
Los disolventes también tienen un efecto sobre la tensión alílica. Cuando se utiliza complementariamente junto con el conocimiento de los efectos de polaridad en la tensión alílica, los disolventes pueden ser muy útiles para dirigir la conformación de un producto que contiene una estructura alílica en su estado de transición. Cuando un disolvente polar y voluminoso es capaz de interactuar con uno de los sustituyentes de un grupo alilo, el complejo del disolvente puede forzar energéticamente al complejo voluminoso de la tensión alílica hacia fuera, en favor de un grupo más pequeño.

### Conjugación
La conjugación aumenta la tensión alílica porque obliga a los sustituyentes a estar en una configuración que hace que sus átomos estén más cerca, lo que aumenta la fuerza de Van der Waals de repulsión.  Esta situación se produce más notablemente cuando el ácido carboxílico o cetona interviene como un sustituyente del grupo alílico. El efecto de resonancia en el grupo carbonílico desplaza el doble enlace CO a un grupo hidroxi. Este grupo carbonílico transformado, como un grupo hidroxilo, tendrá una gran tensión alílica para formar y cancelar los efectos de estabilización de la conjugación extendida. Esto es muy común en las reacciones de enolización y se puede ver en la figura de abajo de condiciones ácidas.
En situaciones en las que la molécula puede estar o bien en un sistema conjugado o evitar la tensión alílica, se ha demostrado que la forma principal de la molécula será la que evita la tensión. Esto se ha encontrado a través de la ciclación en la figura inferior Bajo tratamiento de ácido perclórico, la molécula A se cicla en el sistema conjugado mostrado en la molécula B. Sin embargo, la molécula será reorganizada (debido a la tensión alílica) en la molécula C, obteniéndose la molécula de C de forma mayoritaria. Por lo tanto, la magnitud de la desestabilización a través de la tensión alílica supera la estabilización causada por el sistema conjugado.

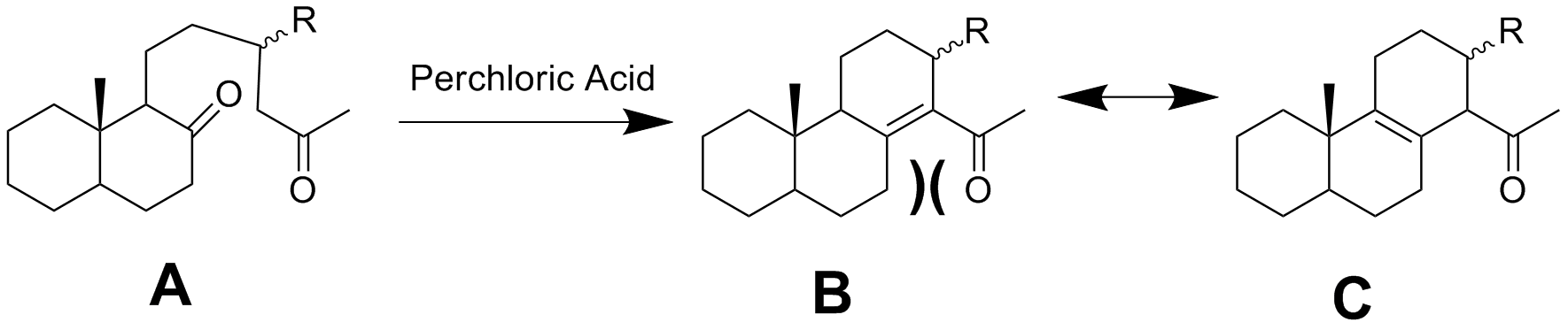
La molécula A experimenta ciclación después del tratamiento con ácido perclórico. Debido a la tensión alílica en la molécula B, esta se vio que no presenta estabilización de conjugación y se estabilizó en C. Por lo tanto, la tensión alílica compensa los efectos de estabilización de un sistema conjugado.

### Condiciones ácidas
En los casos en los que una enolización pueda ocurrir en torno a un grupo alílico (por lo general como parte de un sistema cíclico), la tensión 1,3-alílica puede producir que sea casi imposible que se produzca. En estas situaciones, el tratamiento con ácido normalmente hace que el alqueno se protone, moviendo el doble enlace del carbonilo, formándose un enol. La tensión alílica resultante entre el alcohol y el otro grupo involucrado en el sistema alílico es tan grande que la reacción no puede ocurrir bajo condiciones termodinámicas normales.  Esta misma enolización se produce mucho más rápidamente en condiciones básicas, debido a que el grupo carbonilo queda retenido en el estado de transición y permite que la molécula adopte una conformación que no causa tensión alílica.

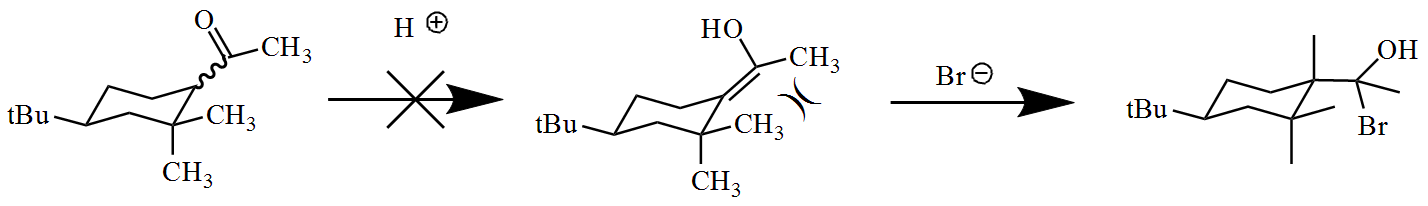
La forma ceto (izquierda) no puede someterse a enolización en condiciones ácidas normales, debido a la formación de la tensión alílica (en el centro). Por lo tanto, bajo condiciones termodinámicas normales, la molécula no puede someterse a la reacción de bromación (a la derecha).